# دهستان پشتکوه (اردل)
دهستان پشتکوه (اردل) یکی از دهستان‌های بخش مرکزی شهرستان اردل در استان چهارمحال و بختیاری ایران است. مرکز این دهستان روستای رستم‌آباد است.

## سال تاسیس
این دهستان در سال ۱۳۶۶ با کد تقسیماتی ۴۰۵۵۸ تأسیس گردید.

## جمعیت
براساس سرشماری سال 1401 جمعیت این دهستان 34645 نفر (4598 خانوار) بوده‌است.